# Чајићи
Чајићи је насељено место у Босни и Херцеговини у граду Цазину. Административно припада Федерацији Босне и Херцеговине, односно њеном Унско-санском кантону. Према попису становништва из 2013. у насељу је било 1.445 становника, а већинску популацију чинили су Бошњаци.

## Становништво
По последњем службеном попису становништва из 2013. године у овом насељу живело је 1.445 становника, а село је било етнички хомогено са већинском бошњачком популацијом.
| Националност | 2013. | 1991.          | 1981.          | 1971.        |
| Бошњаци      | —     | 1.371 (99,71%) | 1.356 (99,56%) | 930 (99,36%) |
| Хрвати       | —     | 1 (0,07%)      | 3 (0,22%)      | 0            |
| Југословени  | —     | 0              | 1 (0,07%)      | 0            |
| Македонци    | —     | 0              | 0              | 1 (0,11%)    |
| остали       | —     | 3 (0,22%)      | 2 (0,15%)      | 5 (0,53%)    |
| Укупно       | 1.445 | 1.375          | 1.362          | 936          |